# Allenia fusca
El cuitlacoche oscuro (Allenia fusca) es una especie de ave paseriforme de la familia Mimidae endémica de las Antillas Menores. Anteriormente se clasificaba junto al cuitlacoche chucho en el género Margarops, pero en la actualidad se clasifica en su propio género, Allenia.

## Descripción
El cuitlacoche oscuro mide unos 23 cm de largo. El plumaje de sus partes superiores es de color pardo grisáceo oscuro. Su espalda y obispillo tienen cierto tono castaño. Sus partes inferiores son blanquecinas con un denso listado pardo en pecho y flancos.

## Distribución y hábitat
Se encuentra distribuido por Antigua y Barbuda, Barbados, Dominica, Granada, Guadalupe, Martinica, Montserrat, las Antillas Neerlandesas, San Cristóbal y Nieves, Santa Lucía y San Vicente y las Granadinas. Puede haber desaparecido de Barbados, Barbuda y San Eustaquio. Su hábitat natural son los bosques tropicales y las zonas de matorral, aunque también vive en arboledas degradasdas y urbanizadas.